# إلى أبي (فلم)
إلى أبي هو فيلم وثائقي يعرض التاريخ الفلسطيني، للمخرج الفلسطيني عبد السلام شحادة أنتج عام 2008 في فلسطين، مدته 53 دقيقة وترجم للغة الإنجليزية. يقدم فيه تطور مفهوم الصورة في قطاع غزة من تسجيلات مصوري تلك الأيام على مدى خمسين سنة من التاريخ العربي والفلسطيني بلغة شعبية عفوية، والصورة الفوتوغرافية ما بين الأبيض والأسود والملون. وجاء الفيلم في فترة صراعات داخلية في المجتمع الفلسطيني فكان الفيلم تذكيراً بأمجاد الماضي للوحدة الوطنية. وفاز الفيلم بجائزة النسر الذهبي كُبرى جوائز مهرجان روتردام السنوي التاسع بهولندا للأفلام التسجيلية عام 2008.

## قصة الفيلم
يبدأ الفيلم بسردية المخرج شحادة حول نشأته في مخيم رفح بعد 13 عام من اللجوء كمحصلة للنكبة الفلسطينية عام 1948، ويصف نفسه بالحكاية ويبدأ بسرد حكايته على خمس محطات وهي: حرب حزيران عام 1967، والانتفاضة الأولى عام 1987، ودخول السلطة الفلسطينية إلى غزة، والانتفاضة الثانية عام 2000  وينتقل بين السرد الذاتي والسرد الموضوعي لتأريخ التاريخ الفلسطيني من خلال الصورة وتحويل الاحتلال الإسرائيلي الصورة من ذاكرة مادية إلى وسيلة للتعرف على المقاومين الفلسطينيين واعتقالهم، ومراقبة الفلسطينيين لتضييق الخناق عليهم ، ونتيجة لذلك أصبح الفلسطيني يتجنب الصورة بعد ما كان يتلهف للحصول على صورةٍ له كذكرى جميلة أو كوسيلة للتواصل مع العائلة في المنفى.